# Jornal da Madeira
O Jornal da Madeira é um jornal matutino da Região Autónoma da Madeira. Pertence à empresa Jornal da Madeira, sediada no Funchal.
Iniciado como um jornal de expressão católica, actualmente difunde informação regional, nacional e internacional sobretudo destinada à população do arquipélago da Madeira.

## História
Na génese do periódico encontra-se o "Jornal" com o subtítulo "Diário da Tarde", que veio a público a 27 de março de 1906 e, em 22 de novembro de 1923, passou a ser publicado com o título "Jornal da Madeira" (Ano I, nº 1). Em 1 de janeiro de 1927 foi novamente publicado o nº 1 de "O Jornal", agora com o subtítulo "Diário da Tarde".
Em 6 de maio de 1931 continuou a publicar-se "O Jornal", agora com o subtítulo "Diário Regionalista". Entre 24 de abril de 1932 e 30 de abril de 1932 publicou-se apenas com o título "O Jornal". Em 1 de maio de 1932 foi adquirido pela Diocese do Funchal e continuou-se a publicar com o título "O Jornal" e com o subtítulo "Diário da Manhã", iniciando-se a Série II, Ano I, nº 1. Em 30 de abril de 1952 passou a publicar-se "O Jornal", sem qualquer subtítulo. A 1 de maio de 1952 readquiriu o título "Jornal da Madeira" mantendo-se a mesma numeração do "Jornal", passando a Ano XX, Série II, nº 6040.
O "Jornal da Madeira" é, actualmente, membro da União Católica Internacional da Imprensa (UCIP). De acordo com o seu estatuto, deveria constituir-se como um órgão de comunicação social de inspiração cristã, na tradição do Jornal, com os objectivos das suas linhas editoriais "um diário que tomasse a defesa enérgica da alma madeirense no que ela possui de mais íntimo e de mais caro – a sua Fé e o amor à sua Terra" (Manuel Sardinha in Editorial, O Jornal – Diário da Manhã, Funchal, 1 de Maio de 1932.)
A primeira página da edição número um d’“O Jornal”, de 1 de maio de 1932, é uma amálgama de letras, quebrada apenas por duas fotos nas extremidades da folha.
Com quatro páginas num formato de papel acima do A2.

### Impressão a cor
Na década de 1960, a cor vermelha começa a ser impressa nas páginas do Jornal da Madeira, nos títulos considerados mais importantes. A primeira página passa, assim, a tornar-se mais apelativa, isto porque, além da cor, que era uma inovação, já são introduzidas fotos e nota-se que há uma maior preocupação com o grafismo.
Na capa, vem a referência ao número de páginas que a edição do jornal contém, como também uma chamada de atenção à publicação do suplemento sobre o desporto.

### Edição electrónica
Iniciou-se em 2001 a publicação electrónica deste jornal. Foi renovado completamente em 2003.